# (6980) Kyusakamoto
(6980) Kyusakamoto est un astéroïde de la ceinture principale.

## Description
(6980) Kyusakamoto est un astéroïde de la ceinture principale. Il fut découvert le 16 septembre 1993 à Kitami par Kin Endate et Kazuro Watanabe et nommé en l'honneur de Kyū Sakamoto. Il présente une orbite caractérisée par un demi-grand axe de 2,83 UA, une excentricité de 0,05 et une inclinaison de 3,3° par rapport à l'écliptique.

## Compléments